# Terek (stad)
Terek (Russisch: Терек) is een stad in de Russische autonome republiek Kabardië-Balkarië. De stad ligt op de rechteroever van de rivier de Terek), 59 km van Naltsjik.
Terek werd gesticht in 1876 en verkreeg de stadsstatus in 1967.
Het spoorwegstation Moertazovo (Муртазово) ligt in de stad.
| 1939  | 1959  | 1970   | 1979   | 1989   | 2002   |
| ----- | ----- | ------ | ------ | ------ | ------ |
| 4.500 | 6.600 | 10.400 | 12.300 | 16.559 | 20.255 |

Bestuurlijk centrum: Naltsjik

Steden: Baksan · Majski · Nartkala · Prochladny · Terek · Tsjegem · Tyrnyaoez

Districten: Baksanski · Elbroesski · Leskenski · Majski · Oervanski · Prochladnenski · Terski · Tsjegemski · Tsjerekski · Zolski